# Jean Carmouze
Pour les articles homonymes, voir Carmouze.

a Compétitions nationales et continentales officielles uniquement.

Jean Carmouze, né le 24 août 1919 à Orleix (Hautes-Pyrénées) et mort le 16 janvier 1988 à Pau, est un joueur français de rugby à XV qui évolue principalement au poste d'arrière des années 1930 jusqu'à la fin des années 1940.

## Biographie
Ancien footballeur amateur à l'Union jurançonnaise, Jean Carmouze se tourne rapidement vers le rugby à XV et rejoint la Section paloise.
Jean Carmouze est champion de France de rugby en 1946 avec la Section paloise.
Carmouze entraine ensuite l'ES Arudy, le FC Oloron, puis la Section de 1966 à 1968,.
Carmouze décède brutalement en regardant à la télévision le match France-Angleterre du Tournoi des Cinq Nations 1988,.

## Palmarès de joueur
Avec la Section paloise
- Challenge Yves du Manoir :
  - Vainqueur (1) : 1939
- Championnat de France de première division :
  - Champion (1) : 1946
- Coupe de France :
  - Finaliste (1) : 1946